# Thơ Nguyễn
Nguyễn Thị Hồng Thơ, hay Nguyễn Hồng Thơ (sinh ngày 1 tháng 11 năm 1992), thường được biết đến với nghệ danh Thơ Nguyễn, là một cựu nữ YouTuber kiêm diễn viên người Việt Nam. Cô nổi tiếng với các video dành cho trẻ em được đăng tải lên kênh YouTube chính thức của mình từ năm 2016 với hơn 10 triệu người đăng ký.

## Tiểu sử và sự nghiệp
Thơ Nguyễn tên thật là Nguyễn Thị Hồng Thơ, sinh ngày 1 tháng 11 năm 1992 tại Đắk Mil, Đắk Lắk (nay là Đắk Mil, Đắk Nông). Quê gốc của cô nằm tại tỉnh Thái Bình, và dành phần lớn thời gian sinh sống và làm việc tại Thuận An, Bình Dương. Cô tốt nghiệp trường Đại học Luật Thành phố Hồ Chí Minh với tấm bằng cử nhân Luật.
Trước khi được biết đến với các video trên YouTube, Thơ Nguyễn là chủ một cửa hàng thời trang ở thành phố Hồ Chí Minh. Sau đó, cô bắt đầu chuyển hướng sang sản xuất các video trên YouTube hướng tới các đối tượng trẻ em, với các nội dung mang tính giải trí được ưa thích. Nhờ vào sự nổi tiếng của mình trên mạng xã hội, cô đã mở một cửa hàng có tên Thơ Nguyễn Family Shop tại Bình Dương, chuyên bán các sản phẩm đồ chơi, thực phẩm được giới thiệu trên các video của cô.
Năm 2019, cô chuyển hướng thành nghệ sĩ parody và đăng tải những bản nhạc chế lên kênh YouTube cá nhân. Bên cạnh đó, cô cũng tham gia diễn xuất qua một số phim dài tập của thương hiệu Lif KUN.
Ngày 12 tháng 12 năm 2023, Thơ Nguyễn chính thức giải nghệ trên YouTube sau tám năm vì cho rằng làm người nổi tiếng rất khó khăn khiến cô "không thể sống đúng với bản thân mình", theo đó cô nhường lại quyền quản lý kênh cho Lương Ngọc Bảo – người đại diện và đồng sở hữu kênh với tên gọi Tiểu Bảo Bảo. Cô cho biết bản thân cô sẽ tiếp tục kinh doanh đồ chơi và hoạt động từ thiện.

## Tranh cãi

### Video phản cảm và thử thách nguy hiểm
Trong một video được đăng tải năm 2016 có tên "Giant Gelli Baff – Làm bồn tắm thạch", Thơ Nguyễn bị đông đảo khán giả chỉ trích và cho rằng nội dung video có phần gây phản cảm trong phân cảnh bị chuột rút và phát ra tiếng kêu rên gây phản cảm liên tưởng đến các bộ phim khiêu dâm. Thơ Nguyễn đã lên tiếng về vấn đề này, cô cho rằng đây là đoạn video đã bị cắt ghép. Cô cũng từng bị tẩy chay vì một loạt video thực hiện các thử thách nguy hiểm như "thí nghiệm đun nước có ga trên bếp" hay "bỏ đá khô vào chai nước" gây nổ tung dù ở phần đầu video đã có dòng chữ thông báo trước từ người đăng.
Vào năm 2021, Thơ Nguyễn đăng tải một video lên tài khoản TikTok cá nhân có nội dung ôm búp bê nói chuyện, cho uống Coca để "xin vía" học giỏi, gây liên tưởng đến búp bê Kuman Thong. Ngay sau khi đăng tải, video này đã gây ra nhiều hiệu ứng tiêu cực. Thơ Nguyễn đã lên tiếng về vấn đề này, trong đó cô khẳng định video đã khiến nhiều người hiểu lầm. Theo giải thích của Thơ Nguyễn, video trên TikTok chỉ được phép dài 60 giây nên thực chất đoạn clip cô làm chia làm 2 phần, clip gây tranh cãi là phần 1, phần 2 của clip cô khẳng định việc các em nhỏ muốn học giỏi thì phải siêng năng học tập. Sau đó không lâu, vào ngày 11 tháng 3 năm 2021, Thơ Nguyễn đã được Cục An ninh chính trị nội bộ trực thuộc Bộ Công an tìm kiếm, mời lên làm việc vì video người này truyền tải có dấu hiệu tuyên truyền mê tín dị đoan. Cục Phát thanh, truyền hình và thông tin điện tử sau đó đã yêu cầu TikTok và YouTube gỡ bỏ những nội dung vi phạm liên quan đến tài khoản Thơ Nguyễn. Cũng vào tối ngày 15 tháng 3 năm 2021, bên phía kênh của Thơ Nguyễn đã ẩn hết tất cả các nội dung clip và đăng lên một đoạn video ngắn có tựa đề “Tạm biệt”. Vì lý do sức khỏe không được đảm bảo, Thơ Nguyễn đã nhờ Tiểu Bảo Bảo thay mặt xin lỗi cho cô đến các em nhỏ và các bậc phụ huynh sau vụ việc vừa qua. Trong chiều ngày 16 tháng 3, cô đã chính thức bị xử phạt hành chính với số tiền 7,5 triệu VND vì cung cấp, chia sẻ thông tin cổ xúy mê tín dị đoan theo quyết định được Thanh tra Sở Thông tin và Truyền thông Bình Dương đưa ra.

### Trở lại hoạt động
Chiều ngày 12 tháng 4 năm 2021, kênh YouTube của Thơ Nguyễn đăng tải một đoạn video có tiêu đề "Hello các em", trong đó thông báo về việc quay trở lại hoạt động trên nền tảng mạng xã hội này sau khoảng một tháng im hơi lặng tiếng. Tiểu Bảo Bảo – người đại diện của kênh cho biết kênh YouTube của cô sẽ tiếp tục hoạt động và một nhân vật khác sẽ thay thế cô trong các video mới.
Ngày 5 tháng 6 năm 2021, Thơ Nguyễn mở một kênh YouTube mới có tên "Thơ Lơ Mơ" và đăng tải video đầu tiên với tựa đề "Chế tạo BearBrick bằng bộ làm mô hình 3D".

## Video âm nhạc
| Tựa đề                           | Năm  | Tham khảo |
| -------------------------------- | ---- | --------- |
| "Thơ sao đỏ khó tính"            | 2019 |           |
| "Cách ly thì sợ chi?"            | 2020 |           |
| "Đường đến khung thành"          | 2020 |           |
| "Đam mê"                         | 2020 |           |
| "Tết sẻ chia" (với Tiểu Bảo Bảo) | 2021 |           |
| "Cùng KUN Ta Ghi Bàn"            | 2021 |           |

## Danh sách phim
| Tựa đề                   | Năm  | Chú thích  |
| ------------------------ | ---- | ---------- |
| Kun Đại Nhạc Hội         | 2020 | Hoàn Thành |
| Kun Tết Sẻ Chia          | 2021 | Hoàn Thành |
| Phi Vụ Kun Tết           | 2021 | Hoàn Thành |
| Trường Học Kun Siêu Phàm | 2022 | Hoàn Thành |
| Ở Nhà Một Mình           | 2023 | Hoàn Thành |
| Chị Đại Part Time        | 2023 | Hoàn Thành |